# チュクンゲ
チュクンゲ (満文：ᠴᡠᡴᡠᠩᡤᡝ, メレンドルフ式転写：cukungge, 漢語：楚孔格など) はイェヘナラ氏女真族。明代海西女真 (フルン) の一つであるイェヘ部の部主。
明朝辺塞を屡々侵犯し、他衛の朝貢を妨害した。後に明朝に懐柔されて入貢し始め、都督僉事に昇任したが、ハダ部主・ワンジュにより誅殺され、貢勅を横奪された。このことは後々、ハダとイェヘの間に埋められない溝を生じさせ、延いてはフルン全体の衰滅に繋がった。

## 略歴
正徳元 (1506) 年初頭、明朝辺塞を度々掠奪していた父・チルガニが、開原 (現遼寧省鉄嶺市開原市) の貢市で斬首された。
正徳8 (1513) 年旧暦正月18日、明朝は兵部侍郎・石玠を海西部へ派遣した。それまでチュクンゲ、及び海西部の酋長・老鼠 (人名)、乃留、都督・加哈叉らが、明朝辺塞を度々侵犯し、他部落の入貢を妨害していたが、明朝側は、急出兵が海西部を刺激して兵乱が誘発されることを危惧し、懐柔策に出た。

### 帰順入貢
正徳8 (1513) 年旧暦6月14日、石玠が開原に到着し、通事・馬俊を派遣して諸夷の懐柔にあたらせた。これにより、兀央衛の撒哈答らを筆頭にして弗朵克、木里吉、速塔児河、忽石門、荅蘭城、哥吉河など諸衛の500余人が来朝して馬を進納した。チュクンゲ、及び加哈叉、老鼠、乃留らも属部2,000人を連れて入貢した。

### 父職承襲
正徳8年旧暦8月4日、チュクンゲらはその後改心し、勤恪に入貢していたものの、動やもすれば官職、官印、貢勅 (入貢勅書) を要求した為、明朝は協議の上、チュクンゲには父・チルガニの塔魯木衛 (/達喜木魯衛)指揮僉事を承襲させ、貢勅は一年以上問題を起さなければ与えることにした。
正徳14 (1519) 年旧暦5月7日、明朝はチュクンゲらを含む塔魯木衛に褒賞を下賜した。
嘉靖3 (1524) 年旧暦2月5日、塔魯木衛都督僉事に昇任したチュクンゲらが入貢。同月24日、チュクンゲは、塔魯木衛都督僉事に昇任して久しいことを理由に、明朝に奏請して金帯大帽を下賜された。
嘉靖4 (1525) 年旧暦2月15日、入貢。
嘉靖9 (1530) 年旧暦2月14日、入貢。
嘉靖12 (1533) 年、海西部において強大な影響力を振った塔山前(/塔山左)衛の都督・ケシネ(初代ハダ部主・ワンジュの父、初代ハダ国主・萬の祖父) が、同一族により殺害された。
嘉靖13 (1534) 年旧暦3月13日、入貢。

### 殺害
嘉靖29 (1550) 年頃 (/24-25年頃)、ハダ部主・ワンジュ (ケシネの次子) により誅殺され、貢勅700道および所属13部落が劫奪された。チュクンゲの孫・チンギヤヌとヤンギヌ兄弟はこの事を恨みに思い、以降、ことあるごとにハダの部落を執拗に襲撃、掠奪する。そしてこれが海西女真 (フルン) 全体の弱体化に繋がり、建州部ヌルハチの勢力を伸長させる結果となる。

## 族譜
シンゲン：蒙古トゥメト氏、後にナラ氏を名告って女真化。イェヘナラ氏始祖。
- 子・シルケ[24]：シンゲンの子。
  - 孫・チルガニ[25]：シルケの子。[26]
    - 曾孫・チュクンゲ：チルガニの子。
      - 玄孫・タイチュ：チュクンゲの子。
        - 昆孫・チンギヤヌ：タイチュの子。初代イェヘ西城主。
          - 仍孫・ブジャイ：チンギヤヌの子。二代イェヘ西城主。

        - 昆孫・ヤンギヌ：タイチュの子。初代イェヘ東城主。
          - 仍孫・ナリムブル：ヤンギヌの子。二代イェヘ東城主。

## 参照先・脚註
1. ↑  チュクンゲ：楚孔格 chǔkǒnggé (滿洲實錄-1)、褚孔格 chǔkǒnggé (八旗滿洲氏族通譜-22、清史稿-223)、祝孔額 zhùkǒng'é (滿洲源流考-13)、竹孔革 zhúkǒnggé (明實錄)、祝孔革 zhùkǒnggé (東夷考略) など。＊英字は現代中国語の拼音。
2. ↑  “楊吉砮”. 清史稿. 223. 清史館. "正德初，齊爾噶尼數盜邊，斬開原市。"
3. 1 2  『清史稿』巻223は「八年，其子褚孔格糾他酋"加哈"復爲亂，……」としているが、『明實錄』や『東夷考略』など明朝側の史料は「加哈叉」としている。「加哈」が名で「叉」は職名や称号かも知れないが、詳細不明。ひとまづは明朝史料に従う。
4. ↑  “正德八年正月18日”. 明武宗實錄. 96. 不詳
5. ↑  “正德八年六月14日”. 明武宗實錄. 101. 不詳
6. ↑  “疆域六”. 滿洲源流考. 13. 不詳. "達喜穆魯衞舊訛塔魯木今改正明實録永樂四年置爲葉赫國地部長祝孔額嘗授達喜穆魯衞都督僉事即明時所稱北關也太祖乙未年滅之考葉赫相近惟達喜穆魯山南爲古尼河北爲葉赫傳聞不審誤倒其音耳"
7. ↑  “正德八年八月4日”. 明武宗實錄. 103. 不詳
8. ↑  “正德十四年五月7日”. 明武宗實錄. 174. 不詳
9. ↑  维基百科は「都督」としているが、『明實錄』ではその後の記載でも一貫して「都督僉事」としている。「都督」は「都督僉事」よりも階級が上。また、维基百科は昇任時期を嘉靖3年としてるが、これも脚註なく不詳。『明實錄』同月24日の記事で「以塔魯木衞都督僉事竹孔革陞職久」としている為、昇任は少なくとも数年前ではないかと考えられるが、不明。
10. ↑  “嘉靖三年二月5日”. 明世宗實錄. 36. 不詳. "○庚子海西塔魯木衛女直都督竹孔革等三百七十八人來朝貢馬賜宴及綵幣襲衣絹鈔有差……"
11. ↑  “嘉靖三年二月24日”. 明世宗實錄. 36. 不詳. "○己未清明節……以塔魯木衞都督僉事竹孔革陞職久給金帶大帽各一從其請也……"
12. ↑  “嘉靖四年二月15日”. 明世宗實錄. 48. 不詳
13. ↑  “嘉靖九年二月14日”. 明世宗實錄. 110. 不詳
14. ↑  一、ハダ・イェヘ両国の盛衰と勅書の争奪. “明末の海西女直と貢勅制”. 立命館文學 (579):  819.
15. ↑  维基百科は「嘉靖十三年（1534年），……速黑忒被……巴代……所杀，于是祝孔革取代他……，后来被……王忠杀害，……」としていて、スヘデ (→ケシネ) が嘉靖13年に殺害されたように読めるが、典拠不詳。
16. ↑  “疆域六”. 滿洲源流考. 13. 不詳. "塔山左衞明實録作前衞即國初哈達國地明人所謂南關也正統間授部長錫赫特及其孫王台爲左都督太祖己亥年平其國"
17. 1 2  ケシネ都督とスヘデ (速黒忒) については、別人物とする説と、同一人物とする説がある。このような混乱が生じたのは、明朝側で「速黒忒」として現れる人物と、清朝側でケシネとして現れる人物、双方についての記述が相似しているのがその理由である。詳しくは「ケシネ (ナラ氏)」参照。なお、本記事では両者を別人物 (スヘデ≠ケシネ) として理解しつつも、清朝側の記述に従い、名前を置き換えた (スヘデ→ケシネ)。
18. ↑  维基百科には「嘉靖十三年……速黑忒被……杀，于是祝孔革取代他……，控有敕书七百道，……」とあるが、典拠不詳。700道については、ワンジュに殺害された際に所有の700道が横奪された為、それと混同したか。
19. ↑  “嘉靖十年三月13日”. 明世宗實錄. 123. 不詳
20. ↑  脚註. “明末の海西女直と貢勅制”. 立命館文學 (579):  849.
21. ↑  “萬”. 清史稿. 223. 清史館. "葉赫部長褚孔格數爲亂，旺濟外蘭執而僇之，奪其貢敕七百道，及所部十三寨。"
22. ↑  仮名：シルゲン･ダルハン, 満文：ᠰᡳᠩᡤᡝᠨ, 転写：singgen, 漢文：星根･達爾漢 xīnggēn dá'ěrhàn (滿洲實錄-1, 柳邊紀略-3, 八旗滿洲氏族通譜-22, 清史稿-223)。＊ダルハン (darhan, 達爾漢) は一種の称号。＊英字は現代中国語の拼音。
23. ↑  维基百科には「曾祖父打叶（胜根打喇汉）」とあり、シンゲン･ダルハンの別名?を「打葉」としているが、典拠不詳。
24. ↑  仮名：シルケ･ミンガトゥ, 満文：ᠰᡳᡵᡴᡝ, 転写：sirke, 漢文：席爾克･明噶圖 xí'ěrkè mínggátú (滿洲實錄-1, 柳邊紀略-3, 八旗滿洲氏族通譜-22, 清史稿-223)。＊ミンガトゥ (ᠮᡳᠩᡤᠠᡨᡠ, minggatu, 明噶圖) は一種の官名。＊英字は現代中国語の拼音。
25. ↑  仮名：チルガニ, 満文：ᠴᡳᡵᡤᠠᠨᡳ, 転写：cirgani, 漢文：的兒哈你 dì'érhā'nǐ (明武宗實錄)、齊爾噶尼 qí'ěrgá'ní (滿洲實錄-1, 柳邊紀略-3, 八旗滿洲氏族通譜-22, 清史稿-223)。＊英字は現代中国語の拼音。
26. ↑  维基百科には「……祖父奇里哈尼（齐尔噶尼）封为都督佥事，……」とあるが、『滿洲實錄』-1や『八旗滿洲氏族通譜』-22、『清史稿』-223などをみてもチュクンゲの祖父はシルケ (席爾克) とある。